# Rue de l'Étal
La rue de l'Étal (en alsacien : Standgässel) est une petite voie de Strasbourg rattachée administrativement au quartier Gare - Kléber, qui s'ouvre dans la rue du Vieux-Marché-aux-Poissons, en deux endroits, après avoir longé la place du Vieux-Marché-aux-Poissons au sud et décrit un tracé en U.

## Toponymie

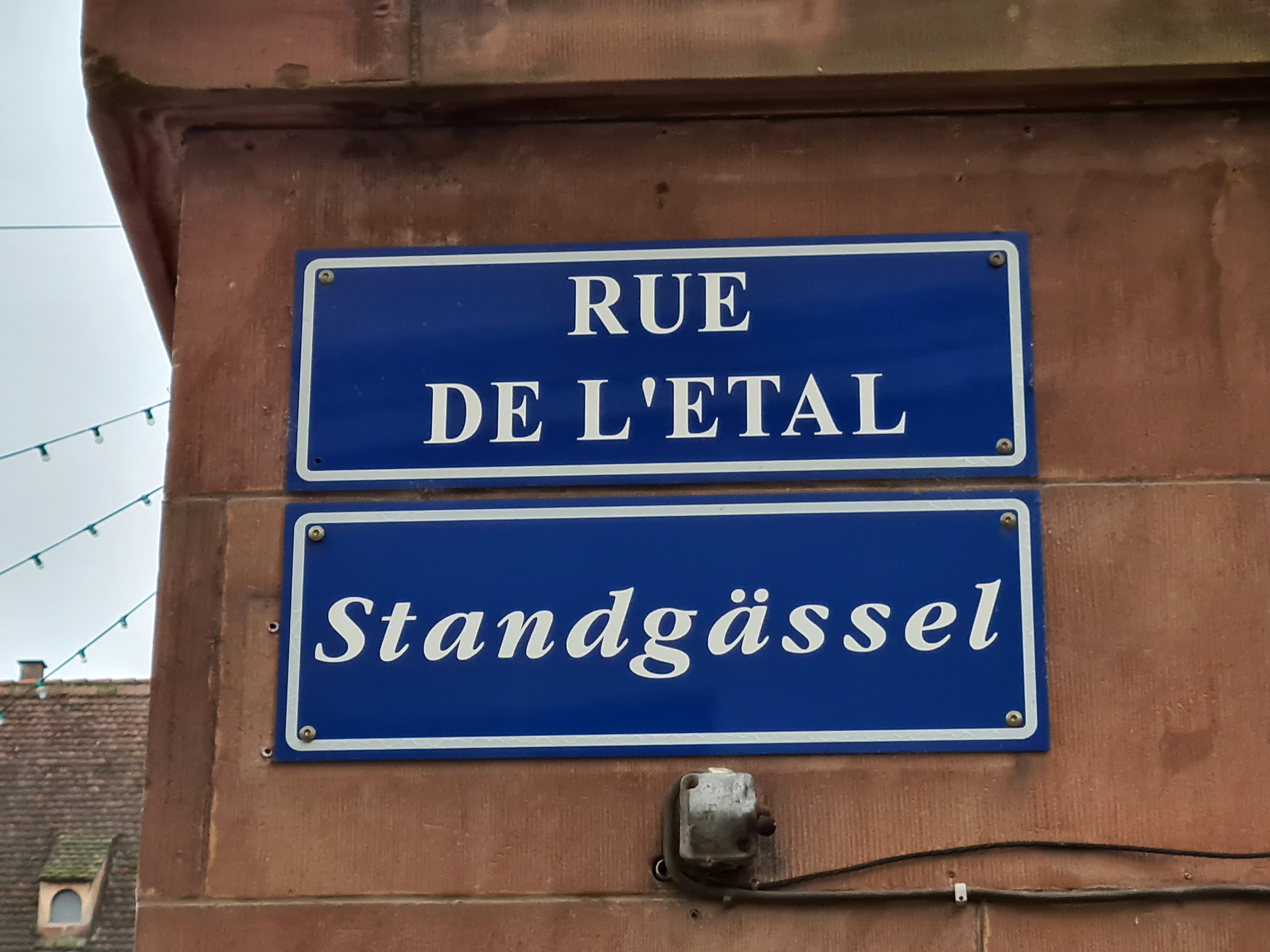
Plaque bilingue, en français et en alsacien.

La ruelle porte successivement les dénominations suivantes, en allemand ou en français : Stenkegesselin (1394), Stankgesselin (1476), Gestankgässlin (1580), Trachengässel (1652),  Standgasse (1756, 1918, 1940), rue de l'Étal (1786, 1823, 1921), Caffeegässel (1793), petite rue du Café (1800), puis, à nouveau, rue de l'Étal après 1945.
Les premières appellations (Stenk, Stank) font référence à une odeur (bonne ou mauvaise), dont la corruption ultérieure pourrait avoir donné Stand, traduit en français par « étal ».
À partir de 1995, des plaques de rues bilingues, à la fois en français et en alsacien, sont mises en place par la municipalité lorsque les noms de rue traditionnels étaient encore en usage dans le parler strasbourgeois. La place est ainsi sous-titrée Standgässel.

## Histoire
La ruelle est longtemps décrite comme étroite, sombre et tortueuse, voire malodorante selon les chroniqueurs du XVIIe siècle. Elle contournait à l'arrière le poêle de la Mauresse.
En 1890 Adolphe Seyboth observe que les maisons bordant la rue sont en général fort anciennes : les nos 7, 9 et 11 portent les dates 1666, 1597 et 1695.
Plusieurs maisons sont endommagées ou entièrement détruites lors des bombardements aériens de 1944.

## Bâtiments remarquables

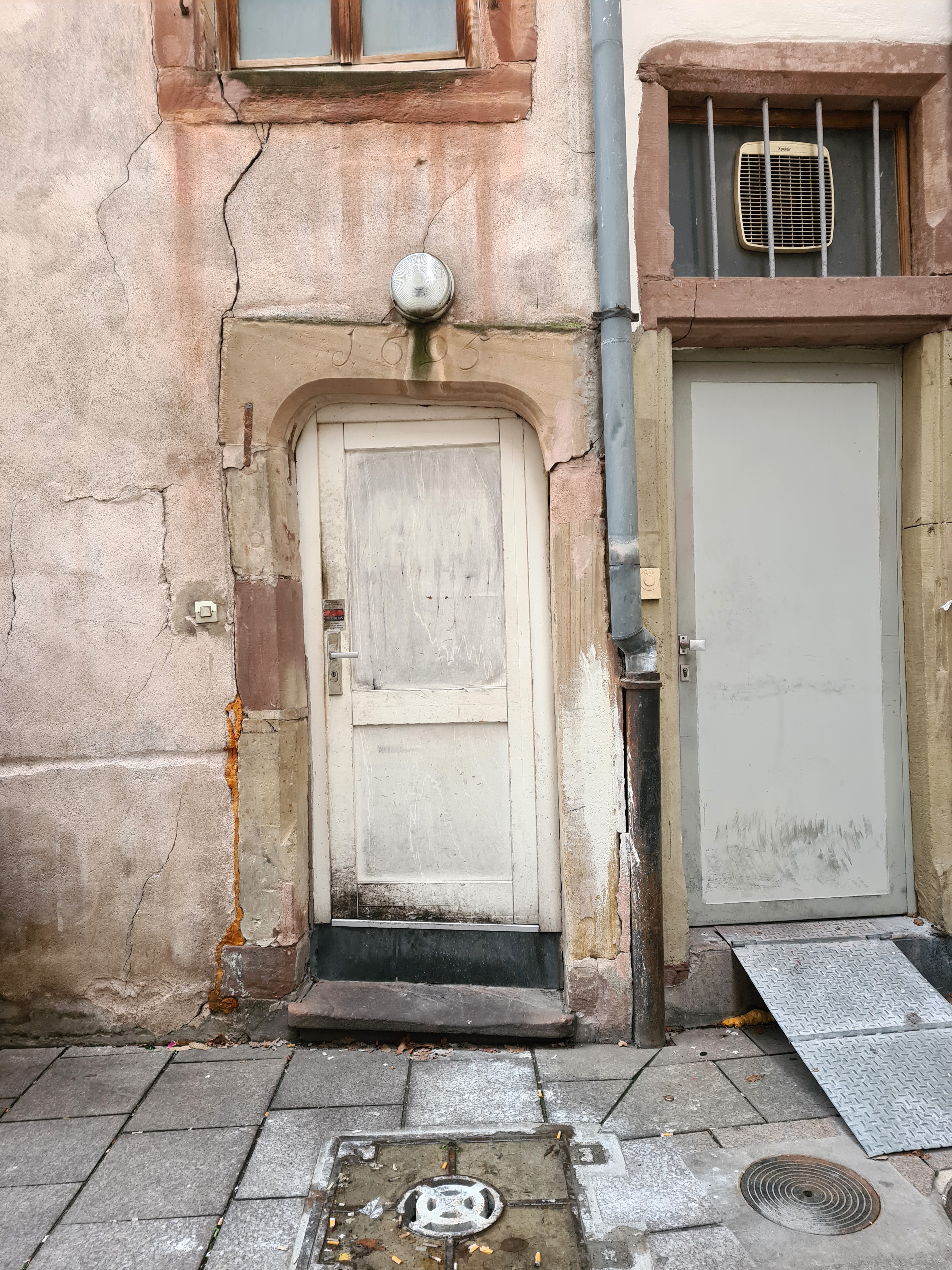
Porte datée de 1695.

Seul vestige ancien, il subsiste une porte surmontée du millésime 1695.
Le peintre Sébastien Stoskopff habitait en 1649, et probablement depuis son mariage ou même depuis son retour à Strasbourg en 1641, au no 13 de la rue de l'Étal.